# Ricardo Mazón Guerrero
Ricardo Mazón Guerrero är en ort i Mexiko.   Den ligger i kommunen Mexicali och delstaten Baja California, i den nordvästra delen av landet, 2 100 km nordväst om huvudstaden Mexico City. Ricardo Mazón Guerrero ligger 11 meter över havet och antalet invånare är 792.
Terrängen runt Ricardo Mazón Guerrero är mycket platt. Runt Ricardo Mazón Guerrero är det ganska tätbefolkat, med 58 invånare per kvadratkilometer. Närmaste större samhälle är Guadalupe Victoria, 5,4 km norr om Ricardo Mazón Guerrero. Trakten runt Ricardo Mazón Guerrero består till största delen av jordbruksmark.